# Pal·lant (fill de Crios)
|  | Per a altres significats, vegeu «Pal·lant». |

Segons la mitologia grega, Pal·lant (en grec antic Παλλάς), va ser un tità, fill de Crios i d'Euríbia. S'uní a Estix i fou pare de Bia, Cratos, Nike i Zelos. Altres tradicions el fan pare de l'Aurora (Eos), que molt sovint és considerada filla dels titans Hiperió i Teia. Era el déu de la saviesa.
En una de les històries, Pal·lant va intentar violar Atena, ella el va matar i amb la seva pell va fer una cuirassa, l'Ègida, i aquí es confon amb Pal·lant, el gegant. Atena va matar Pal·lant i Encèlad a la Gigantomàquia, i amb la pell del primer es va fer una cuirassa.
En una altra altra versió es diu que Pal·lant era una dona i acompanyant de jocs d'Atena. Un dia mentre practicaven lluita, Zeus va aparèixer amb l'Ègida i Pal·lant aleshores es va espantar, sense poder esquivar un cop d'Atena, va morir a l'acte. Atena per recordar-la va fer tallar una estàtua de la seva imatge anomenada el Pal·ladi.